# Sportclub Eisenstadt
Lo Sportclub Eisenstadt, chiamato comunemente SC Eisenstadt, fu una società calcistica con sede ad Eisenstadt, capoluogo del land austriaco del Burgenland, esistita dal 1907 al 2008.
La società è fallita nel corso della stagione 2007-2008, mentre militava in Regionalliga Ost.

## Storia
Fu fondata come Kismartoner FC, in quanto all'epoca Eisenstadt, come tutto il Burgenland, dipendeva dal Regno d'Ungheria, ed era nota come Kismarton. Nel 1953 si fonde con lo Sportclub Eisenstadt nell'ASVÖ Eisenstadt, per poi prendere l'attuale denominazione nel 1957.
Ha disputato ben 13 stagioni nella massima serie del campionato austriaco di calcio, la prima nel 1967 dopo la promozione dalla Regionalliga. Il massimo successo della squadra rimane però la conquista della Coppa Mitropa nell'edizione del 1984, ultimo successo di una squadra austriaca nella competizione, precedendo di un punto gli jugoslavi del Priština.
Dopo un primo fallimento nel 1988, sono iniziati gli anni bui per la società biancorossa, che al 2007 aveva accumulato complessivamente 6.000 euro di debiti nei confronti della Burgenländischer Fussballverband. Nemmeno il previsto intervento del facoltoso Richard Trenkwalder, attuale proprietario dell'Admira Wacker Mödling, e lo Spielgemeinschaft con i vicini del Ritzing hanno potuto salvare la società. Nel maggio 2008, ultimo in classifica delle 16 squadre della Regionalliga Ost, lo Sportclub Eisenstadt è stato dichiarato fallito e cancellato dal panorama calcistico nazionale.

## Stadio
Fino alla stagione 2006-2007 il club ha disputato le partite casalinghe nel Lindenstadion, un impianto da 14.700 spettatori. Nell'estate 2007, tuttavia, l'Eisenstadt si trasferì al Sonnensee-Stadion di Ritzing, una struttura molto più piccola, con circa 4.500 posti.
Il Lindenstadion è stato rilevato dopo il fallimento della società. Il club giocò le ultime partite ufficiali della sua storia nell'impianto di Antau.

## Palmarès

### Titoli nazionali
- Campionato di Erste Liga: 1

1979-1980
- Campionato di Regionalliga: 2

1966-1967, 1970-1971

### Titoli internazionali
- Coppa Mitropa: 1

1983-1984